# Saulnois (Pays messin)
Pour les articles homonymes, voir Saulnois (homonymie).
Le Saulnois (anciennement écrit Saulnoy), est une ancienne division du pays messin, comprenant la plus grande partie des cantons de Verny et de Pange, ainsi qu'une partie de celui de Vigy. Il comptait 77 communautés, tant villages que hameaux.
La division territoriale qui portait le nom de Haut Chemin, fut fondue dans le Saulnois, lors de la création du présidial de Metz en 1685.

## Composition
Avant 1685, il comprenait : 
- Alémont
- Ars-Laquenexy
- Aube
- Aubecourt
- Aubigny
- Avigy
- Berlize
- Borny
- Buchy
- Cama (la ferme de)
- Chailly-sur-Nied
- Champel (la ferme de)
- Chérisey
- Chesny
- Chevillon
- Chieulles
- Colombey
- Courcelles-sur-Nied
- Crépy
- Domangeville
- Éply
- Fleury
- Fourcheux
- Frontigny
- Frécourt
- Fresnoy (la ferme de)
- Gras
- Grigy
- Haute et Basse Beux
- Haute et Basse Bevoy
- Lauvallière
- Jury
- Laquenexy
- les Bordes
- Liéhon
- Louvigny
- Luppy
- Magny
- Marivaux (la ferme de)
- Marsilly
- Mécleuves
- les Mesnils (la ferme de)
- Mercy-le-Haut
- Maizeroy
- Orny
- Pagny-lez-Goin
- Peltre
- Pierrejeux (la ferme de)
- Plantières
- Pluche (la ferme de)
- Pommerieux
- Pontoy
- Pournoy-la-Grasse
- Poncillon
- Pouilly
- Sanry-sur-Nied
- Servigny-lez-Raville
- Silly
- Sorbey
- St-Aignan
- Ste-Barbe
- St-Jure
- St-Thiebault (la ferme de)
- Thicourt (la ferme de)
- Vallières
- Vantoux
- Verny
- Vigny
- Villers-Laquenexy
- Vrémy
- les censes de Moince, Prayel, la Hautonnerie, Chany-la-Horgne et la Horgne